# Samson (groupe)
Pour les articles homonymes, voir Samson (homonymie).
Samson est un groupe de heavy metal britannique, originaire d'Angleterre dans lequel officièrent trois anciens ou futurs membres d'Iron Maiden : le chanteur Bruce Dickinson entre 1979 et 1981 et le batteur Clive Burr entre 1977 et fin 1978, puis le batteur Barry « Thunderstick » Purkis entre 1979 et 1982.
Groupe important de la New wave of British heavy metal formé en 1977, Samson est un des tout premiers groupe de rock de cette époque dont les trois musiciens d'origine, Paul Samson, Chris Aylmer et Clive Burr, sont tous morts de maladie.

## Biographie
En 1976, Paul Samson remplace Bernie Tormé au sein du groupe Scrapyard, se joignant au bassiste John McCoy et au batteur Roger Hunt. Le groupe change de nom pour McCoy, puis joue indépendamment en concert. Finalement, McCoy part pour se joindre au groupe Gillan puis, plus tard, à Atomic Rooster. Son replacement est l'ingénieur-son du groupe, et ami proche de Paul Samson, Chris Aylmer. Aylmer suggère de changer le nom du groupe en Samson, et recommande le jeune batteur Clive Burr, avec qui il jouait au sein du groupe Maya. Burr se joint, et le groupe est rebaptisé Samson. Le groupe tente de recruter d'autres membres : notamment, Paul Samson pouvait faire venir l'ancien bassiste Stewart Cochrane. Le groupe ne fait qu'un spectacle, au pub The Nag's Head de Rochester, Kent, le 11 mars 1978, avant que le groupe ne décide que le style de Paul Samson et Aylmer n'était pas compatible ; le groupe redevient alors un trio. En 1978, Burr quitte le groupe. Samson auditionne plus de 60 batteurs, et finit par choisir Barry Purkis. À la fin de 1979, Bruce Dickinson se joint à eux comme chanteur sous le nom de Bruce Bruce.
Le deuxième album du groupe, Head On, est publié en juillet 1980 et atteint la 34e place du UK Albums Chart. Leur tournée promotionnelle attise la polémique, à cause de problèmes liés à leur management. Ils écrivent et répètent pour un nouvel album. En octobre 1980, 10 chansons sont déjà composées et enregistrées. À la même période, le groupe réédite son premier album, Survivors, avec Dickinson au chant. La tournée continue jusqu'en fin d'année, puis Samson entre en studio pour enregistrer son troisième album, Shock Tactics. Il s'agit du dernier album de Dickinson au sein du groupe. Samson fait face à d'innombrables problèmes liés à son management. Après avoir quitté leur management en 1981, le groupe découvre que son label a fait faillite. Dickinson explique : « Ils ne faisaient que des erreurs. » Sa dernière performance avec Samson s'effectue au Reading Festival en 1981.
Le groupe atteint trois fois le UK Singles Chart, avec les chansons Riding With the Angels (1981, No. 54), Losing My Grip (1982, No. 63) et Red Skies (1983, No. 65). Après le départ de Dickinson, l'ancien chanteur de Hackensack et Tiger Nicky Moore est recruté par le groupe, qui signe avec le label. Le premier projet de Samson avec Moore s'intitule Losing My Grip en 1982.

## Membres

### Derniers membres
- Paul Samson - guitare, chant (1976–2002 ; décédé en 2002)
- John McCoy - basse, guitare (1976, 1979, 1986, 2002)
- Bernie Tormé - guitare (1976 ; pré-Samson)
- Roger Hunt - batterie (1976 ; pré-Samson)
- Chris Aylmer - basse, guitare (1977–1978, 1980–1985, 1990–2002; décédé en 2007)
- Clive Burr - batterie (1977–1978; décédé en 2013)
- Mark Newman - chant (1978)
- Bill Pickard - basse (1977 ; remplaçant Chris Aylmer)
- Paul Gunn - batterie (1977 ; remplaçant pour Clive Burr)
- Stewart Cochrane - basse (1977 ; pré-Samson)
- Barry Graham Purkis (alias Thunderstick) - batterie (1979–1980, 1990–1993, 2000–2002)
- Bruce Dickinson - chant (1980–1981)
- Mel Gaynor - batterie (1981)
- Nicky Moore - chant (1981–1986, 1986, 2000–2002)
- Pete Jupp - batterie (1982–1985)
- Dave Colwell - guitare (1985–1986)
- Mervyn Goldsworthy - basse (1985–1986)
- Edgar Patrik - batterie (1985)
- Mark Brabbs - batterie (1986)
- Sam Blue - chant (1986)
- Kevin Riddles - basse (1986)
- Chris Shirley - batterie (1986–1987)
- Dave Boyce - basse (1987–1990)
- Clive Bunker - batterie (1988)
- Charlie McKenzie - batterie (1988–1990)
- Toby Sadler - claviériste (1988–1990)
- Mick White - chant (1988–1990)
- Peter Scallan - chant (1990)
- Rek Anthony - chant (1990–1993)
- Tony Tuohy - batterie (1993–2000)
- Ian Ellis - basse (2002)
- Brian Fleming - batterie (2002)

## Discographie

### Albums studio
- 1979 : Survivors
- 1980 : Head On
- 1981 : Shock Tactics
- 1982 : Before the Storm
- 1984 : Don't Get Mad, Get Even
- 1986 : Joint Forces  (Paul Samson solo album)
- 1986 : Head Tactics
- 1988 : And There It Is (réédité sous le titre 1988 en 1993)
- 1990 : Refugee
- 1993 : Samson
- 1999 : Test of Time

### Albums live
- 1985 : Thank You and Goodnight
- 1990 : Live at Reading 1981
- 1995 : Live at the Marquee
- 1997 : The BBC Sessions
- 1999 : Metal Crusade
- 2001 : Live in London 2000
- 2002 : Live: The Blues Nights

### Compilations
- 1980 : Metal for Muthas
- 1984 : Last Rites
- 1990 : Pillars of Rock
- 1995 : Burning Emotion
- 1998 : The Masters
- 1999 : Past, Present, and Future
- 1999 : Test of Time
- 2001 : There and Back
- 2002 : Riding with the Angels - The Anthology